# 高須茂
高須 茂（たかす しげる、1908年10月28日 - 1979年1月27日）は、日本の登山家、民俗学者。
東京出身。大東文化学院（現大東文化大学）卒業後、フランス語専修学校に学ぶ。15歳で白馬岳に登ったのが登山のきっかけで、20歳頃から本格的な登山を始める。山旅倶楽部を主宰し、『山小屋』『山』などの雑誌の編集に携わった。戦時中は軍務に服し、1949年以来は『岳人』の編集同人として活動した。  
スポーツとしての登山を提唱した人物である。佐藤春夫に師事した俳人であり、江戸時代の故事習俗の考証家でもあった。  

## 著書
- 『登山技術』朋文堂 1939
- 『静かなる登攀』明文堂 1941
- 『登山入門』角川新書 1956　角川選書 1970
- 『登山談義』東京中日新聞出版局 1963
- 『日本山河誌』角川選書 1976
- 『山の民俗誌 山河行六〇年』角川選書 1980

### 編共著
- 『東京附近山の旅』編纂 朋文堂 1940
- 『山日記 随筆』編 山雅房 1941
- 『榾火 山小屋随筆集』編 朋文堂 1942
- 『剣岳 登攀ルート解説』高瀬具康共著 築地書館 1956
- 『新稿劔岳 登攀ルート解説』高瀬具康・佐伯邦夫共著 築地書館 1964

翻訳
- ジアン・コスト『岩・氷・ランプ』朋文堂 1937